# From Beyond - Terrore dall'ignoto
From Beyond - Terrore dall'ignoto (From Beyond) è un film del 1986 diretto da Stuart Gordon, ispirato al racconto omonimo Dall'ignoto (From Beyond) dello scrittore Howard Phillips Lovecraft.

## Trama
Nella mansarda di una villa, il Dottor Edward Pretorious, assieme al suo assistente Crawfford Tillinghast, sta per portare a termine un esperimento che consiste in una macchina (il risuonatore elettronico) capace di stimolare la ghiandola pineale al fine di ottenere così la funzione del "terzo occhio", che consentirà l'estrema percezione dei sensi. L'esperimento va oltre i loro obiettivi, al punto che le oscillazioni provocate dall'invenzione aprono una dimensione parallela dove si nascondono tremendi mostri.

## Premi
La colonna sonora di Richard Band ha vinto il premio per la "migliore colonna sonora originale" al Sitges - Festival internazionale del cinema della Catalogna.